# Laima Zilporytė
Laima Zilporytė (* 5. April 1967 in Pasvalys) ist eine ehemalige litauische Radrennfahrerin.

## Sportliche Laufbahn
Laima Zilporytė gewann bei den Olympischen Sommerspielen 1988 in Seoul die Bronzemedaille im Straßenrennen. Bei ihrer zweiten Olympiateilnahme in Barcelona 1992 – dieses Mal für Litauen startend – belegte sie im Straßenrennen den 18. Platz.
Bei den Weltmeisterschaften 1988 gewann Zilporytė mit dem sowjetischen Team im Mannschaftszeitfahren Silber, und ein Jahr später konnte die Mannschaft in der gleichen Disziplin sich den Weltmeistertitel sichern.
Laima Zilporytė ist die Mutter von Ignatas Konovalovas, der ebenfalls Radrennfahrer wurde.